# 신선봉로
신선봉로(Sinseonbong-ro)는 경기도 가평군 설악면 신천교차로에서 경기도 가평군 청평면 가평대교를 잇는 도로이다.

## 주요경유지
경기도
- 가평군 (설악면 . 청평면)

## 노선
| 이름          | 접속 노선                                   | 소재지 | 소재지 | 비고 |
| ------------- | ------------------------------------------- | ------ | ------ | ---- |
| 신천 교차로   | 국가지원지방도 제68호선 (신천중앙로) 유명로 | 가평군 | 설악면 |      |
| 석촌 교차로   | 자잠로23번길                                | 가평군 | 설악면 |      |
| 설악공원교    |                                             | 가평군 | 설악면 |      |
| 신촌1 교차로  | 자잠로                                      | 가평군 | 설악면 |      |
| 울업천교      |                                             | 가평군 | 설악면 |      |
| 울업 교차로   |                                             | 가평군 | 설악면 |      |
| 신선봉터널    |                                             | 가평군 | 설악면 |      |
| 가평대교      |                                             | 가평군 | 설악면 |      |
|               | 청평면                                      | 가평군 |        |      |
| 호반로와 직결 |                                             |        |        |      |

## 주요 건물및 시설
- 스타벅스 가평설악DT점 (신선봉로 14/신천리 554-5)
- CU 설악청아점 (신선봉로 108/선촌리 79-6)